# 短吻蝙蝠魚
短吻蝙蝠魚，為輻鰭魚綱鮟鱇目棘茄魚亞目棘茄魚科的其中一種，分布於西大西洋佛羅里達東南部及墨西哥灣北部至加勒比海、巴西北部海域，屬底棲性魚類，棲息深度0-305公尺，體長可達38分，棲息在沙石底質水域，以魚類、甲殼類、多毛類等為食，生活習性不明，可做為觀賞魚。

## 扩展阅读
維基物種上的相關：短吻蝙蝠魚